# Anisodes posticampla
Anisodes posticampla är en fjärilsart som beskrevs av George Francis Hampson 1895. Anisodes posticampla ingår i släktet Anisodes och familjen mätare. Inga underarter finns listade i Catalogue of Life.